# Дуель (картина)
Дуель — картина, яку створив художник Рєпін Ілля Юхимович 1896 року.

## Передісторія
В 19 столітті в художній практиці знов запанувала безсюжетність. Було досить подати молоду паньонку з квітами чи без них, паньонку з розбитою вазою чи без неї, просто паньонку, що повернула голову — картина готова для виставки в Салоні. Спокуса створювати безсюжетні картини була і у Рєпіна. І він теж писав безсюжетні картини. Але тема без значимого сюжета не зігрівала свідомість митця, не розпалювала натхнення і у Рєпіна виходили банальні твори.
1896 року він розпочав працю над новою тематичною картиною. Поштовхом для її створення було одна розповідь. Про задум картини «Дуель» розповів Ланговий у власних мемуарах — 
| Картина ця була створена під впливом розповіді одного юриста про дуель, справа котрої розглядалась в Тульському суді. Винний в образі був смертельно поранений, але помираючи, визнав власну неправоту і вибачився перед ним же скривдженим[1] |
З літератури відомо, що Ілля Рєпін готувався до створення картини і вивчав матеріали. Серед знайомих художника був Жиркевич, у котрого Рєпін просив судові протоколи, в котрих розглядали трагічні наслідки офіцерських дуелей.

## Опис твору
Перший варіант 1896 року був поданий Рєпіним на виставку у Венеції і тоді придбаний у приватне зібрання за кордоном.
Саме його бачив Ігор Грабар ще на виставці у Венеції і дав такий його опис — 
| Дія (картини) відбувається на лісовій галявині, рано вранці, сонце тіки сходить. Жовтогарячий промінь прорвався крізь дерева... і визолотив стовбути та торкнувся деінде листя, залишивши в тіні всіх, хто оточив пораненого... Сонячний промінь був так чудово відтворений, що про нього довго ще говорили італійські художники як про світло Рєпіна (il luce di Repin). Дійсно, те надзвичайне відчуття природи, котре перенесене художником в «Дуель», переконує усі «ні», примушує їх замовкнути. Незгода, розумні слова, сама логіка кудись пропадають, відкидаються від цього панування майстерності, міці в передачі природи і життя[2] |
Варіант картини, що був придбаний П. Третьяковим для власної картинної галереї, був не першим і більш ескізним. В цьому варіанті збережений сюжет, але нема розробленої системи освітлення. Декотрим глядачам здається, що день сірий взагалі.
Зрозуміло, що картина створювалась у майстерні. Були зроблені малюнки. Глядачі помічали достовірність відтворення костюмів персонажів картини, правдивість їх жестів і навіть міміки.
Всі три варіанти картини показують трагічний наслідок перебігу подій. Помираючого молодика підтримують офіцери. До групи наближається стриманий полковий лікар, котрому заборонено втручатися у подію до її закінчення. У випадках, коли смерть від дуелі треба було приховати, в обов'язок лікаря входило вийняти кулю з тіла померлого, а смерть визнати нещасним випадком (Михайло Лермонтов. «Герой нашого часу»).
Схвильовано жестикулює лише офіцер, котрого вважають секундантом.

## Відгуки про картину «Дуель»
Картину вперше показали на виставці 1896 року «Опытов художественного творчества русских и иностранных художников, и учеников». Перший варіант картини мав назву «Пробачте !» Шлях картини з трагічним сюжетом до розумних і чутливих, однак, був тривалим. На виставці 1896 року в Росії картина пройшла непоміченою. Навпаки, у Венеції вона вже мала помітний успіх.
Тема не покидала Рєпіна і він ще двічі повертався до неї. Останній варіант взагалі був створений 1913 року.
В «Російських відомостях» від 1899 року В. Сизов сповістив — 
| Пан Рєпін виставив невелику картину, але надзвичайно цікаву за сюжетом і майстерно створену. Він розробив сцену дуелі між офіцерами-однополчанами... |
Відгук в «Російському Слові» від 21 квітня 1899 року сповіщав — 
| Могутнє враження справляє невеличка картина І. Ю Рєпіна — «Дуель»... Треба погодитися, що ця маленька картина красномовніша і переконливіша за всі статті, спрямовані проти дуелей |
Найбільш переконливим був відгук російського письменника Лева Толстого, знавця побуту російського офіцерства, котрий сам виступав проти практики дуелей, як наслідок варварського ставлення до життя. Картина художника сприймалась залишком феодальних стосунків, котрими рясніла дійсність Російської імперії навіть в період становлення капіталізму в країні.